# Myrcia carioca
Myrcia carioca là một loài thực vật có hoa trong Họ Đào kim nương. Loài này được A.St.-Hil. mô tả khoa học đầu tiên năm 1824.